# Карл Мекель
Карл Ернст Мекель (нім. Karl Ernst Möckel 9 січня 1901 — 24 січня 1948) — німецький військовик, оберфюрер СС, начальник адміністративного відділу концтабору Освенцим і керівник управлінської групи W III в Головному адміністративно-господарському управлінні СС. Засуджений і страчений як військовий злочинець.

## Біографія
Карл Мекель народився 9 січня 1901 року в родині митного секретаря. У 1919 закінчив школу. З весни 1919 по серпень 1921 року працював в сільському господарстві. Згодом до кінця 1925 року одержував освіту при податково-фінансовому управлінні в Лейпцигу. Потім працював бухгалтером-ревізором аудиторства в Хемніці  .
З 1924 року був членом Штурмових загонів (СА) . З 26 листопада 1925 року належав до НСДАП (квиток № 22 293). 24 грудня 1926 року перейшов з СА в СС (№ 908) . В рядах Загальних СС в квітні 1939 року дослужився до звання оберфюрер СС  . Мекель був нагороджений Золотим партійним знаком НСДАП .
1 жовтня 1933 року став керівним співробітником СС в головному адміністративному управлінні СС і з листопада 1935 року служив у штабі рейхсфюрера СС Генріха Гіммлера. З листопада 1933 по квітень 1939 року Мекель займав різні посади в управлінні СС, зокрема був начальником екзаменаційного відділу військ СС спеціального призначення і при Головному управлінні СС .
З 20 квітня 1939 року Мекель був начальником одного з відомств в Головному адміністративному і господарському управлінні СС і був там протягом короткого часу заступником Освальда Поля. Після заснування Головного адміністративного управління СС з лютого 1942 року був керівником управління W III — харчова промисловість. В середині серпня 1942 року був переведений у Ваффен-СС і служив фінансовим радником економічного керуючого СС при Вищому керівнику СС і поліції в Райхкомісаріаті Остланд . На початку січня 1943 року було відряджено в оберабшніте СС «Остзее» зі штаб-квартирою в Штеттині, де став начальником адміністрації  .
З 20 квітня 1943 року по січень 1945 року він був останнім керівником адміністративного відділу в концтаборі Освенцим, змінивши на цій посаді Вільгельма Бургера . Він відповідав за придбання та розподіл продуктів харчування та одягу та управління майном в'язнів. Величезний обсяг вилучених у в'язнів грошей та цінностей (переважно ювелірних виробів та годинників, виготовлених з дорогоцінних металів) щокварталу відправлявся в Головне адміністративно-господарське управління СС.
Після евакуації концтабору Освенцим в січні 1945 року Мекель був переведений в штаб Вищого керівника СС і поліції Оділо Глобочнику в Трієсті в оперативну зону Адріатичного узбережжя і залишався на цій посаді до кінця війни .
Після свого арешту був інтернований і пізніше екстрадований в Польщу. На Першому освенцимському процесі в Кракові 22 грудня 1947 засуджений Верховним національним судом Польщі до страти через повішення . 24 січня 1948 вирок виконаний у в'язниці Монтелюпіх в Кракові.

## Нагороди
- Золотий партійний знак НСДАП
- Медаль «За вислугу років у НСДАП» в бронзі і сріблі (15 років)
- Хрест Воєнних заслуг 2-го класу з мечами